# 1988
1988（千九百八十八、一九八八、せんきゅうひゃくはちじゅうはち）は、自然数または整数において、1987の次で1989の前の数である。

## 性質
- 1988は合成数であり、約数は 1, 2, 4, 7, 14, 28, 71, 142, 284, 497, 994, 1988 である。
  - 約数の和は4032。
  - 490番目の過剰数である。1つ前は1986、次は1992。
- 素数の総和で表せる33番目の数である。1つ前は1851、次は2127。
1988 = 2 + 3 + 5 + … + 131 + 137
- 1988 = 42 + 62 + 442 = 42 + 262 + 362 = 82 + 182 + 402 = 82 + 302 + 322 = 122 + 202 + 382 = 162 + 242 + 342
  - 3つの平方数の和6通りで表せる179番目の数である。1つ前は1982、次は1990。(オンライン整数列大辞典の数列 A025326)
  - 異なる3つの平方数の和6通りで表せる145番目の数である。1つ前は1982、次は1990。(オンライン整数列大辞典の数列 A025344)
- 1988 = 22 × 7 × 71
  - 3つの異なる素因数の積で p2 × q × r の形で表せる174番目の数である。1つ前は1972、次は1989。(オンライン整数列大辞典の数列 A085987)
- 約数の和が1988になる数は2個ある。(1132, 1987) 約数の和2個で表せる120番目の数である。1つ前は1984、次は2000。
- 各位の和が26になる8番目の数である。1つ前は1979、次は1997。

## その他 1988 に関連すること
- 西暦1988年